# Davide Biraschi
Davide Biraschi (Roma, 2 luglio 1994) è un calciatore italiano, difensore del Frosinone.

## Caratteristiche tecniche
Roccioso centrale difensivo, in grado di impostare l'azione dalle retrovie. In caso di necessità può adattarsi a terzino destro.

## Carriera

### Club
Muove i suoi primi passi nelle giovanili del Tor de’ Cenci, per poi passare nell’Urbe Tevere. Nel 2010 passa al Pomezia, che l'anno successivo lo cede al Grosseto, che lo aggrega alla formazione Primavera. Esordisce in Serie B il 12 maggio 2012 contro il Modena, subentrando al 55' al posto di Yaw Asante.
L'8 giugno 2015 viene tesserato a parametro zero dall'Avellino in Serie B, con cui firma un contratto triennale.
Il 31 agosto 2016 passa al Genoa in prestito con obbligo di riscatto, fissato a 1.6 milioni di euro. Esordisce in Serie A il 27 novembre in Genoa-Juventus (3-1), sostituendo Ocampos nei minuti finali. Termina l'annata con 7 presenze. Con il passare delle stagioni diventa perno inamovibile della retroguardia ligure. Il 1º novembre 2020 – in occasione del 121º Derby della Lanterna – tocca il traguardo delle 100 presenze in maglia rossoblu.
Il 17 gennaio 2022 passa in prestito al Fatih Karagümrük. A giugno rientra a Genova, venendo aggregato all'organico del tecnico Alberto Gilardino. Il 19 agosto 2023, all'esordio in campionato, mette a segno la sua prima rete in massima serie – e con la maglia del Grifone – nella gara persa 4-1 in casa contro la Fiorentina.
Il 7 settembre torna al Fatih Karagumruk, questa volta a titolo definitivo.
Il 21 agosto 2024 fa ritorno in Italia accasandosi al Frosinone.

### Nazionale
Esordisce con la selezione Under-21 il 2 giugno 2016 contro la Francia in amichevole, subentrando al 79' al posto di Caldara. Il 6 giugno 2017 viene convocato dal CT Luigi Di Biagio agli Europei Under-21 2017, in Polonia. Assiste i compagni dalla panchina, senza essere utilizzato.

## Statistiche

### Presenze e reti nei club
Statistiche aggiornate al 14 settembre 2024.
| Stagione                | Squadra                 | Campionato              | Campionato | Campionato | Coppe nazionali | Coppe nazionali | Coppe nazionali | Coppe continentali | Coppe continentali | Coppe continentali | Altre coppe | Altre coppe | Altre coppe | Totale | Totale |
| Stagione                | Squadra                 | Comp                    | Pres       | Reti       | Comp            | Pres            | Reti            | Comp               | Pres               | Reti               | Comp        | Pres        | Reti        | Pres   | Reti   |
| ----------------------- | ----------------------- | ----------------------- | ---------- | ---------- | --------------- | --------------- | --------------- | ------------------ | ------------------ | ------------------ | ----------- | ----------- | ----------- | ------ | ------ |
| 2011-2012               | Grosseto                | B                       | 1          | 0          | CI              | 0               | 0               | -                  | -                  | -                  | -           | -           | -           | 1      | 0      |
| 2012-2013               | Grosseto                | B                       | 6          | 0          | CI              | 0               | 0               | -                  | -                  | -                  | -           | -           | -           | 6      | 0      |
| 2013-2014               | Grosseto                | 1D                      | 14         | 0          | CI+CI-LP        | 0+6             | 0               | -                  | -                  | -                  | -           | -           | -           | 20     | 0      |
| 2014-2015               | Grosseto                | LP                      | 11         | 0          | CI-LP           | 1               | 0               | -                  | -                  | -                  | -           | -           | -           | 12     | 0      |
| Totale Grosseto         | Totale Grosseto         | Totale Grosseto         | 32         | 0          |                 | 7               | 0               |                    | -                  | -                  |             | -           | -           | 39     | 0      |
| 2015-2016               | Avellino                | B                       | 32         | 0          | CI              | 2               | 0               | -                  | -                  | -                  | -           | -           | -           | 34     | 0      |
| ago. 2016               | Avellino                | B                       | 1          | 0          | CI              | 1               | 0               | -                  | -                  | -                  | -           | -           | -           | 2      | 0      |
| Totale Avellino         | Totale Avellino         | Totale Avellino         | 33         | 0          |                 | 3               | 0               |                    | -                  | -                  |             | -           | -           | 36     | 0      |
| ago. 2016-2017          | Genoa                   | A                       | 7          | 0          | CI              | 1               | 0               | -                  | -                  | -                  | -           | -           | -           | 8      | 0      |
| 2017-2018               | Genoa                   | A                       | 23         | 0          | CI              | 3               | 0               | -                  | -                  | -                  | -           | -           | -           | 26     | 0      |
| 2018-2019               | Genoa                   | A                       | 34         | 0          | CI              | 2               | 0               | -                  | -                  | -                  | -           | -           | -           | 36     | 0      |
| 2019-2020               | Genoa                   | A                       | 24         | 0          | CI              | 2               | 0               | -                  | -                  | -                  | -           | -           | -           | 26     | 0      |
| 2020-2021               | Genoa                   | A                       | 13         | 0          | CI              | 1               | 0               | -                  | -                  | -                  | -           | -           | -           | 14     | 0      |
| 2021-gen. 2022          | Genoa                   | A                       | 14         | 0          | CI              | 2               | 0               | -                  | -                  | -                  | -           | -           | -           | 16     | 0      |
| gen.-giu. 2022          | Fatih Karagümrük        | SL                      | 14         | 0          | TK              | 2               | 0               | -                  | -                  | -                  | -           | -           | -           | 16     | 0      |
| 2022-2023               | Fatih Karagümrük        | SL                      | 29         | 2          | TK              | 3               | 0               | -                  | -                  | -                  | -           | -           | -           | 32     | 2      |
| ago.-set. 2023          | Genoa                   | A                       | 1          | 1          | CI              | 0               | 0               | -                  | -                  | -                  | -           | -           | -           | 1      | 1      |
| Totale Genoa            | Totale Genoa            | Totale Genoa            | 116        | 1          |                 | 11              | 0               |                    | -                  | -                  |             | -           | -           | 127    | 1      |
| set. 2023-2024          | Fatih Karagümrük        | SL                      | 30         | 0          | TK              | 3               | 1               | -                  | -                  | -                  | -           | -           | -           | 33     | 1      |
| Totale Fatih Karagümrük | Totale Fatih Karagümrük | Totale Fatih Karagümrük | 73         | 2          |                 | 8               | 1               |                    | -                  | -                  |             | -           | -           | 81     | 3      |
| 2024-2025               | Frosinone               | B                       | 4          | 0          | CI              | 0               | 0               | -                  | -                  | -                  | -           | -           | -           | 4      | 0      |
| Totale carriera         | Totale carriera         | Totale carriera         | 258        | 3          |                 | 29              | 1               |                    | -                  | -                  |             | -           | -           | 287    | 4      |

### Cronologia presenze e reti in nazionale
| Cronologia completa delle presenze e delle reti in nazionale ― Italia under 21 | Cronologia completa delle presenze e delle reti in nazionale ― Italia under 21 | Cronologia completa delle presenze e delle reti in nazionale ― Italia under 21 | Cronologia completa delle presenze e delle reti in nazionale ― Italia under 21 | Cronologia completa delle presenze e delle reti in nazionale ― Italia under 21 | Cronologia completa delle presenze e delle reti in nazionale ― Italia under 21 | Cronologia completa delle presenze e delle reti in nazionale ― Italia under 21 | Cronologia completa delle presenze e delle reti in nazionale ― Italia under 21 |
| Data                                                                           | Città                                                                          | In casa                                                                        | Risultato                                                                      | Ospiti                                                                         | Competizione                                                                   | Reti                                                                           | Note                                                                           |
| ------------------------------------------------------------------------------ | ------------------------------------------------------------------------------ | ------------------------------------------------------------------------------ | ------------------------------------------------------------------------------ | ------------------------------------------------------------------------------ | ------------------------------------------------------------------------------ | ------------------------------------------------------------------------------ | ------------------------------------------------------------------------------ |
| 2-6-2016                                                                       | Venezia                                                                        | Italia under 21                                                                | 0 – 1                                                                          | Francia under 21                                                               | Amichevole                                                                     | -                                                                              | 79’                                                                            |
| 10-8-2016                                                                      | San Benedetto del Tronto                                                       | Italia under 21                                                                | 0 – 0                                                                          | Albania under 21                                                               | Amichevole                                                                     | -                                                                              | 60’ 61’                                                                        |
| 10-11-2016                                                                     | Southampton                                                                    | Inghilterra under 21                                                           | 3 – 2                                                                          | Italia under 21                                                                | Amichevole                                                                     | -                                                                              | 38’                                                                            |
| 23-3-2017                                                                      | Cracovia                                                                       | Polonia under 21                                                               | 1 – 2                                                                          | Italia under 21                                                                | Amichevole                                                                     | -                                                                              | 72’                                                                            |
| 27-3-2017                                                                      | Roma                                                                           | Italia under 21                                                                | 1 – 2                                                                          | Spagna under 21                                                                | Amichevole                                                                     | -                                                                              |                                                                                |
| Totale                                                                         |                                                                                | Presenze                                                                       | 5                                                                              |                                                                                | Reti                                                                           | 0                                                                              |                                                                                |